# Eupelmus
Eupelmus är ett släkte av steklar som beskrevs av Johan Wilhelm Dalman 1820. Eupelmus ingår i familjen hoppglanssteklar.

## Bildgalleri

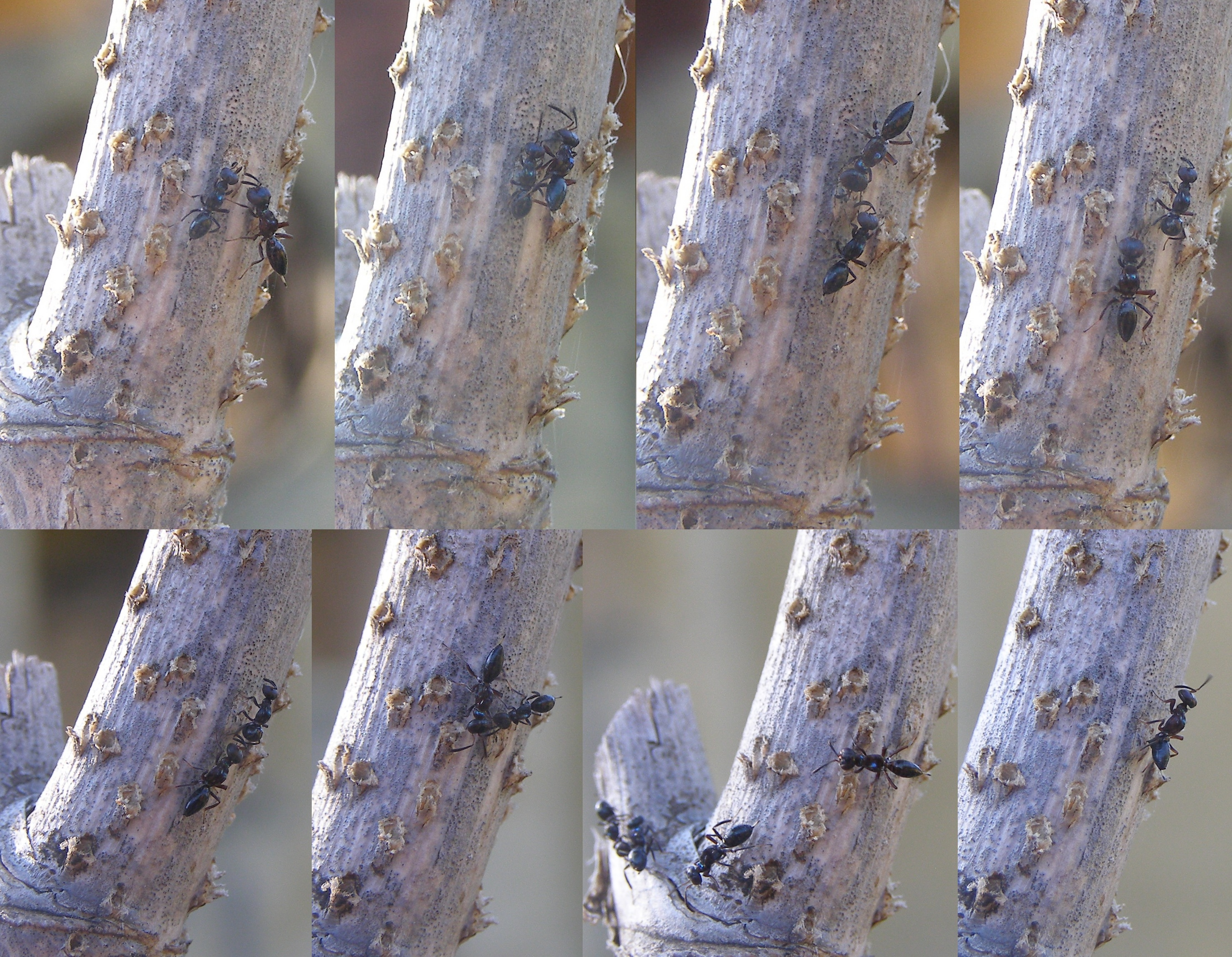
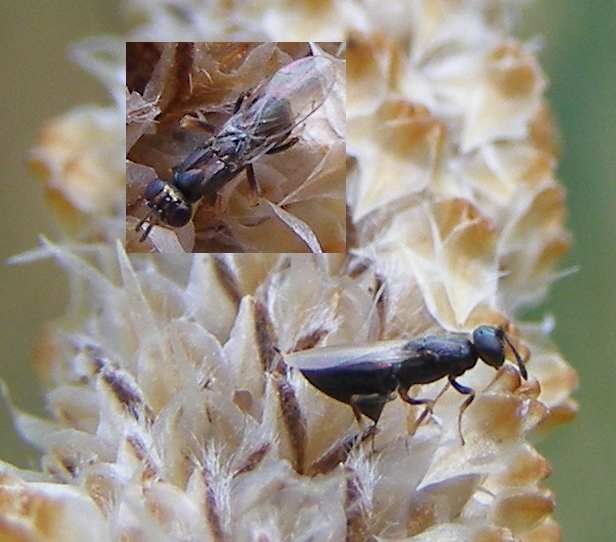
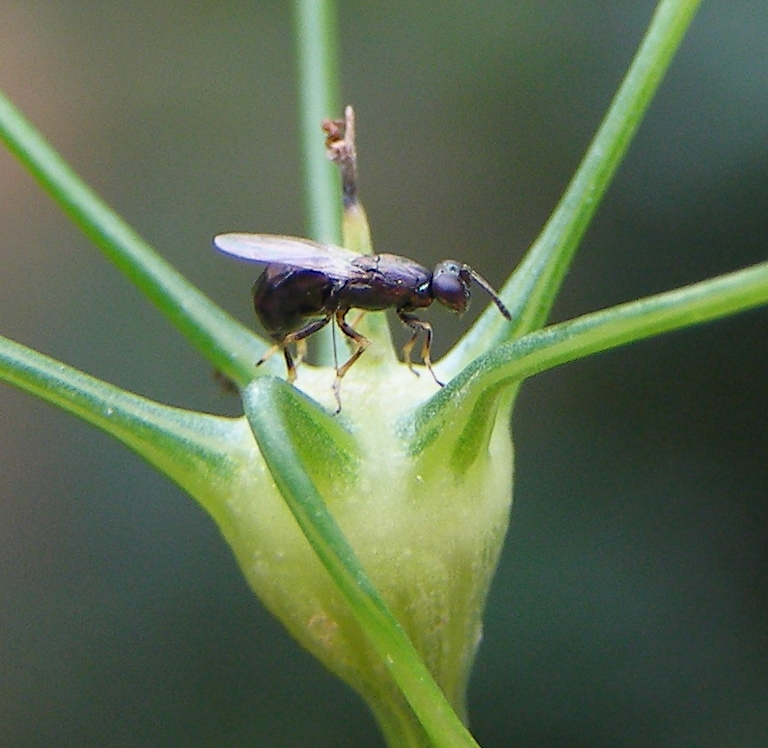
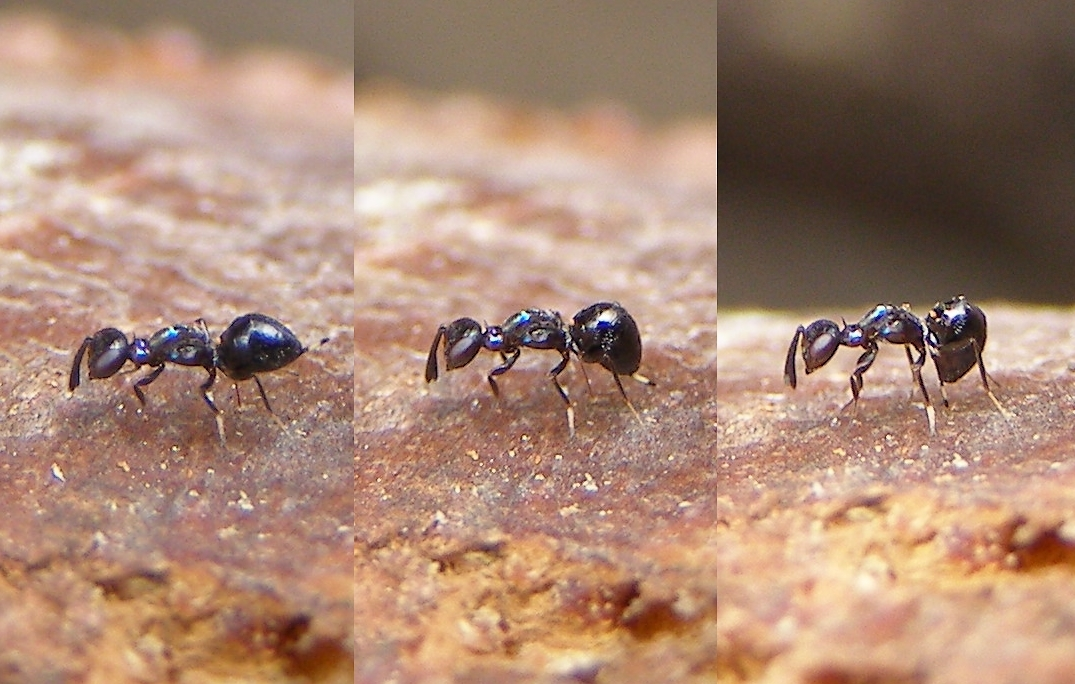
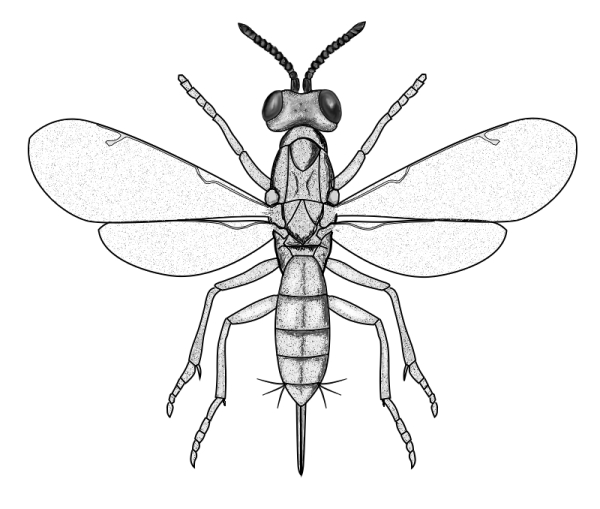
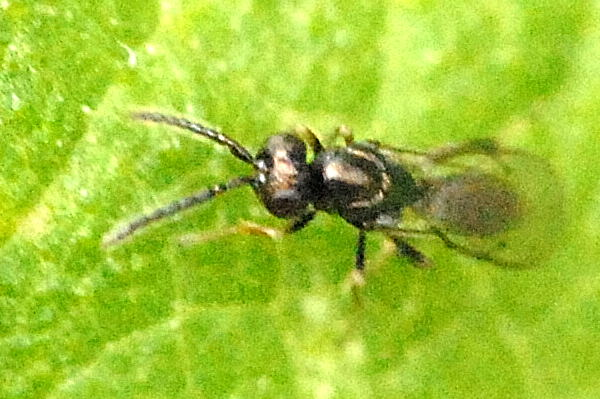

## Dottertaxa tillEupelmus, i alfabetisk ordning[1][2]
- Eupelmus achreiodes
- Eupelmus aereiclavus
- Eupelmus aeschyli
- Eupelmus aesopi
- Eupelmus afer
- Eupelmus africanus
- Eupelmus albipes
- Eupelmus algiricus
- Eupelmus alhazeni
- Eupelmus allynii
- Eupelmus aloysii
- Eupelmus amaurodes
- Eupelmus americanus
- Eupelmus amillarus
- Eupelmus amphitus
- Eupelmus annulatus
- Eupelmus anpingensis
- Eupelmus antipoda
- Eupelmus aporostichus
- Eupelmus argentinotatus
- Eupelmus ashmeadi
- Eupelmus asthenes
- Eupelmus atropurpureus
- Eupelmus auratus
- Eupelmus australiensis
- Eupelmus australis
- Eupelmus austron
- Eupelmus axestias
- Eupelmus axestops
- Eupelmus babindaensis
- Eupelmus bardus
- Eupelmus basileius
- Eupelmus batataephilus
- Eupelmus bedeguaris
- Eupelmus benthami
- Eupelmus biguttus
- Eupelmus bilingae
- Eupelmus bimaculatus
- Eupelmus boharti
- Eupelmus bolivari
- Eupelmus brevicollis
- Eupelmus brevipennis
- Eupelmus bruchivorus
- Eupelmus brunnella
- Eupelmus brutus
- Eupelmus bulgaricus
- Eupelmus burmeisteri
- Eupelmus caerulophantes
- Eupelmus caesar
- Eupelmus calopterus
- Eupelmus carinatus
- Eupelmus carinifrons
- Eupelmus carolinensis
- Eupelmus cavifrons
- Eupelmus cerris
- Eupelmus chalcoprepes
- Eupelmus charitopoides
- Eupelmus chauceri
- Eupelmus chloropus
- Eupelmus chrysopinus
- Eupelmus cicadae
- Eupelmus cingulatus
- Eupelmus claviger
- Eupelmus coccidivorus
- Eupelmus coleopterorum
- Eupelmus compressiventris
- Eupelmus conigerae
- Eupelmus cooki
- Eupelmus crawfordi
- Eupelmus cromwelli
- Eupelmus cupreicollis
- Eupelmus cursor
- Eupelmus curvator
- Eupelmus curvistylus
- Eupelmus cushmani
- Eupelmus cyaneicollis
- Eupelmus cyaneus
- Eupelmus cyaniceps
- Eupelmus cynipidis
- Eupelmus dryas
- Eupelmus dryophantae
- Eupelmus dryorhizoxeni
- Eupelmus dumasi
- Eupelmus dysombrias
- Eupelmus dysoplias
- Eupelmus elegans
- Eupelmus elgonensis
- Eupelmus elizabethae
- Eupelmus elongatus
- Eupelmus epicaste
- Eupelmus epilamprops
- Eupelmus epimelas
- Eupelmus erythrothorax
- Eupelmus euoplias
- Eupelmus euprepes
- Eupelmus eustichus
- Eupelmus excellens
- Eupelmus fasciiventris
- Eupelmus ficigerae
- Eupelmus fieldingi
- Eupelmus finlayi
- Eupelmus fissicollis
- Eupelmus flavicrurus
- Eupelmus flavipes
- Eupelmus flavovariegatus
- Eupelmus floridanus
- Eupelmus fonteia
- Eupelmus formosae
- Eupelmus frederici
- Eupelmus frondei
- Eupelmus fulgens
- Eupelmus fuscus
- Eupelmus gorgias
- Eupelmus gracilis
- Eupelmus grayi
- Eupelmus greelyi
- Eupelmus guamensis
- Eupelmus guatemalensis
- Eupelmus gueneei
- Eupelmus hallami
- Eupelmus hawaiiensis
- Eupelmus heinei
- Eupelmus hemixanthus
- Eupelmus heterosomus
- Eupelmus hyalinipennis
- Eupelmus insulae
- Eupelmus inyoensis
- Eupelmus iopas
- Eupelmus iranicus
- Eupelmus javae
- Eupelmus juglandis
- Eupelmus juniperinus
- Eupelmus karschii
- Eupelmus kashmiricus
- Eupelmus kiefferi
- Eupelmus kim
- Eupelmus koebelei
- Eupelmus konae
- Eupelmus kororensis
- Eupelmus lamachus
- Eupelmus lavoirsieri
- Eupelmus leptophyas
- Eupelmus leucothrix
- Eupelmus levis
- Eupelmus limneriae
- Eupelmus longicauda
- Eupelmus longicaudus
- Eupelmus longicorpus
- Eupelmus lutheri
- Eupelmus macrocarpae
- Eupelmus malgascius
- Eupelmus martellii
- Eupelmus mediterraneus
- Eupelmus melancrias
- Eupelmus melanotarsus
- Eupelmus memnonius
- Eupelmus merops
- Eupelmus microreticulatus
- Eupelmus mirabilis
- Eupelmus molokaiensis
- Eupelmus momphae
- Eupelmus monas
- Eupelmus montaignei
- Eupelmus moroderi
- Eupelmus muellneri
- Eupelmus nelsonensis
- Eupelmus neococcidis
- Eupelmus neomexicanus
- Eupelmus niger
- Eupelmus nigricauda
- Eupelmus nigricoxus
- Eupelmus nihoaensis
- Eupelmus nirupama
- Eupelmus nitidus
- Eupelmus nubifer
- Eupelmus nubilipennis
- Eupelmus oleae
- Eupelmus olivieri
- Eupelmus ombrias
- Eupelmus oreias
- Eupelmus oribates
- Eupelmus orientalis
- Eupelmus orthopterae
- Eupelmus pacificus
- Eupelmus pallicornis
- Eupelmus pallidipes
- Eupelmus paraleucothrix
- Eupelmus parasthenes
- Eupelmus paraxestops
- Eupelmus parombrias
- Eupelmus parvulus
- Eupelmus pauroxanthus
- Eupelmus pax
- Eupelmus peles
- Eupelmus pelodes
- Eupelmus pelopus
- Eupelmus persimilis
- Eupelmus petiolaris
- Eupelmus pini
- Eupelmus pudicus
- Eupelmus pullus
- Eupelmus puparum
- Eupelmus quercus
- Eupelmus renani
- Eupelmus rhizophelus
- Eupelmus rhodias
- Eupelmus rhododorus
- Eupelmus rhyncogoni
- Eupelmus rosae
- Eupelmus rostratus
- Eupelmus rubicola
- Eupelmus saharensis
- Eupelmus saissetiae
- Eupelmus santaremensis
- Eupelmus scarabaei
- Eupelmus schmiedeknechti
- Eupelmus sculpturatus
- Eupelmus setiger
- Eupelmus shakespearei
- Eupelmus soror
- Eupelmus speciosus
- Eupelmus spermophilus
- Eupelmus sphaericephalus
- Eupelmus splendens
- Eupelmus splendidus
- Eupelmus splendissimus
- Eupelmus stramineipes
- Eupelmus subsetiger
- Eupelmus synophri
- Eupelmus tachardiae
- Eupelmus tenuicornis
- Eupelmus terminaliae
- Eupelmus testaceiventris
- Eupelmus thestalus
- Eupelmus tibicinis
- Eupelmus toowongi
- Eupelmus trjapitzini
- Eupelmus unipunctipennis
- Eupelmus urozonus
- Eupelmus utahensis
- Eupelmus valsus
- Eupelmus vermai
- Eupelmus vesicularis
- Eupelmus vicentinus
- Eupelmus virgilii
- Eupelmus volator
- Eupelmus vuilleti
- Eupelmus vulgaris
- Eupelmus xambeui
- Eupelmus xanthodorus
- Eupelmus xanthopus
- Eupelmus xanthotarsus
- Eupelmus xestias
- Eupelmus xestops
- Eupelmus zandanus
- Eupelmus zangherii
- Eupelmus zumbensis